# 대동 하늘공원

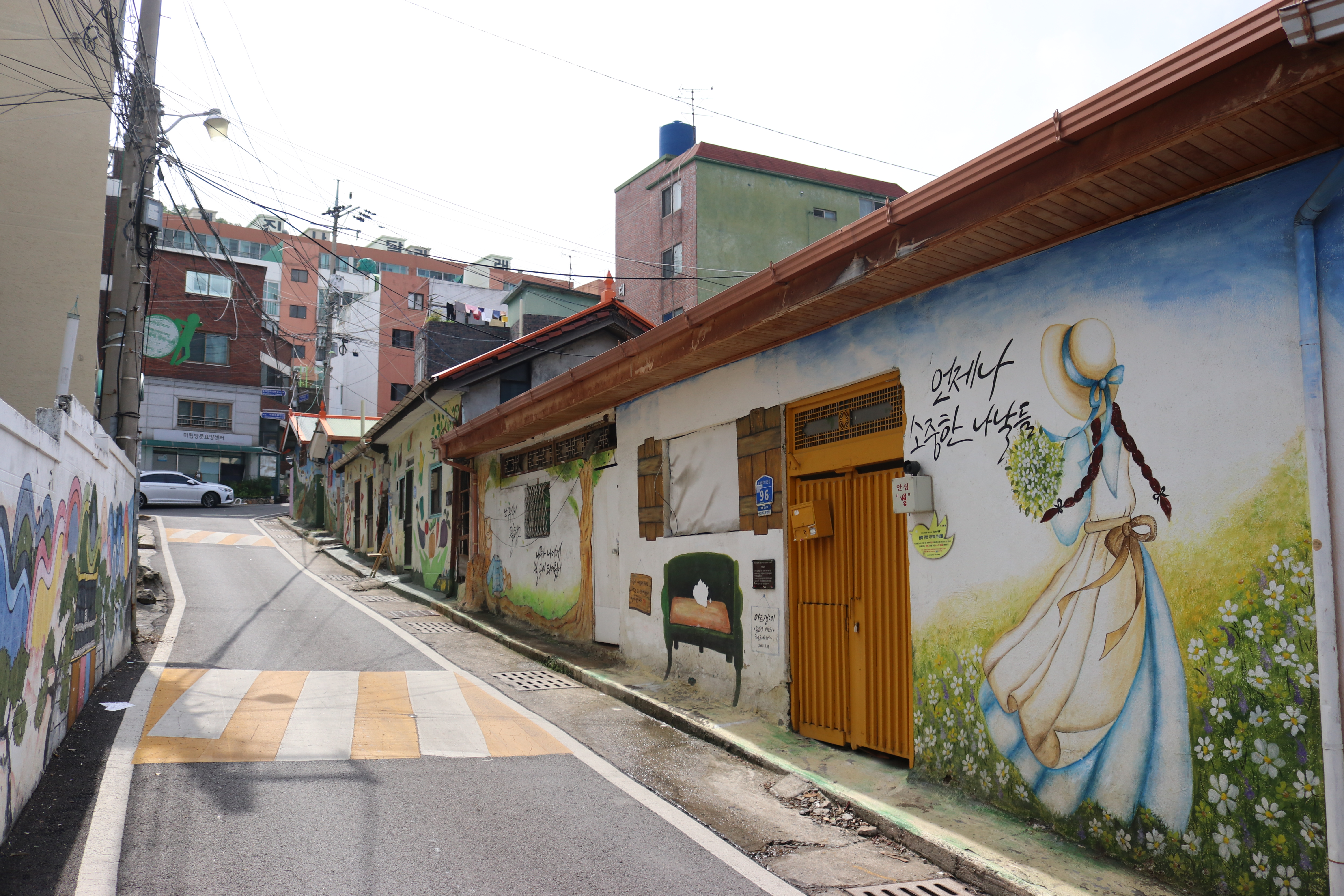
대동 벽화거리

대동 하늘공원은 대전광역시 동구 대동에 위치한 벽화마을이다. 원래는 옛날 피란민들의 빈민촌이었으나 민선4기에 들어서면서 대전광역시의 무지개 프로잭트에 의해 벽화와 조형물을 설치하는 공사를 시행하고 벽화마을로 조성을 하였다.

## 역사
2007년에 문화관광부 산하 공공미술추진위에서 실시한 소외지역 생활환경 개선을 위한 공모사업에 선정되어 지역의 미술단체인 오늘공공미술연구소를 주축으로 미술인 약 30여명이 약 3개월 동안 지역에 벽화와 조형물들을 설치하고 아이들이나 어른들과 함께 미술프로그램을 진행하였다. 이후 많은 매스컴이 이 지역을 취재하고 보도하면서 여러단체나 개인들이 견학을 오는 등 관심 대상 지역이 되었다. 후에는 동구의 "참 살기 좋은 마을 가꾸기" 사업에 선정되어 2천만원의 지원금을 받았다. 또한 전국의 공무원들의 대전의 하늘공원 방문을 한 적도 있다. 대전광역시는 따로 전담직원을 두었지만 손이 달린다. 이후 2014년에 새롭게 대보수되어 새로운 벽화들이 추가로 그려졌다.

## 하늘공원

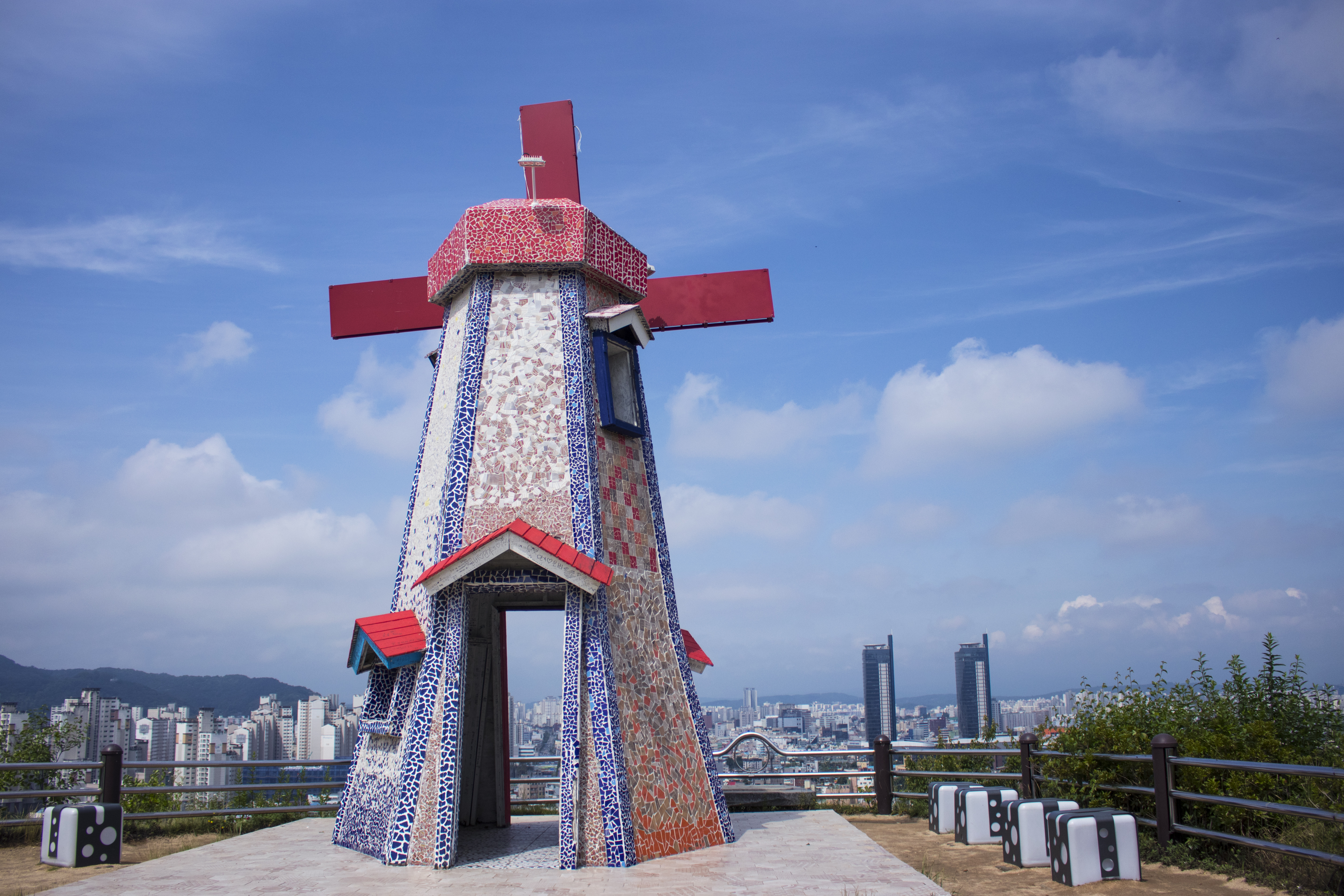
대동 하늘공원의 풍차 모습

- 전망대가 있는 하늘공원에 올라가면 한국철도공사와 한국철도시설공단이 있는 철도공동사옥과 대전 동구 일대가 보인다. 위치는 대동종합복지관 뒤편이다.

## 방송 기록
- 대전문화방송에서 특집다큐인 "하늘동네 희망기록"을 2010년 2월 24일 방송하였다. 이 방송은 주민들과 아이들이 시련과 아픔을 딛고 희망을 찾아가는 과정을 1년에 걸쳐 담아냈다. 내레이션은 방송인 김미화가 맡았다.[2]
- 한국방송공사에서 방영하는 체험 삶의 현장에서 하늘동네의 어려운 이웃들에게 봉사를 하는 것을 2010년 12월 26일에 방송하였다. 이 방송은 이 동네에서 어렵게 살고있는 이웃들을 찾아가 작은 물품을 선물했다.

## 사진

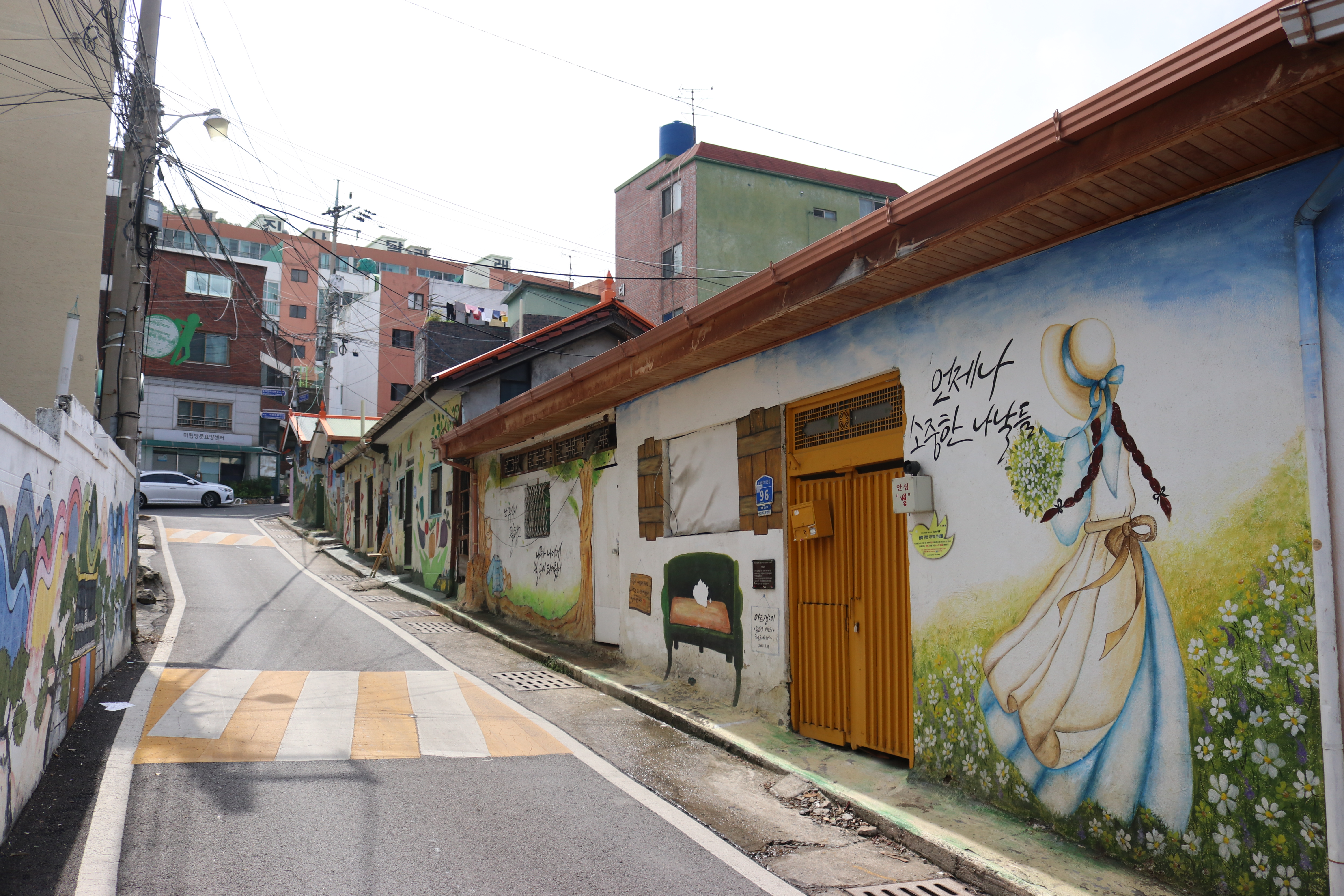
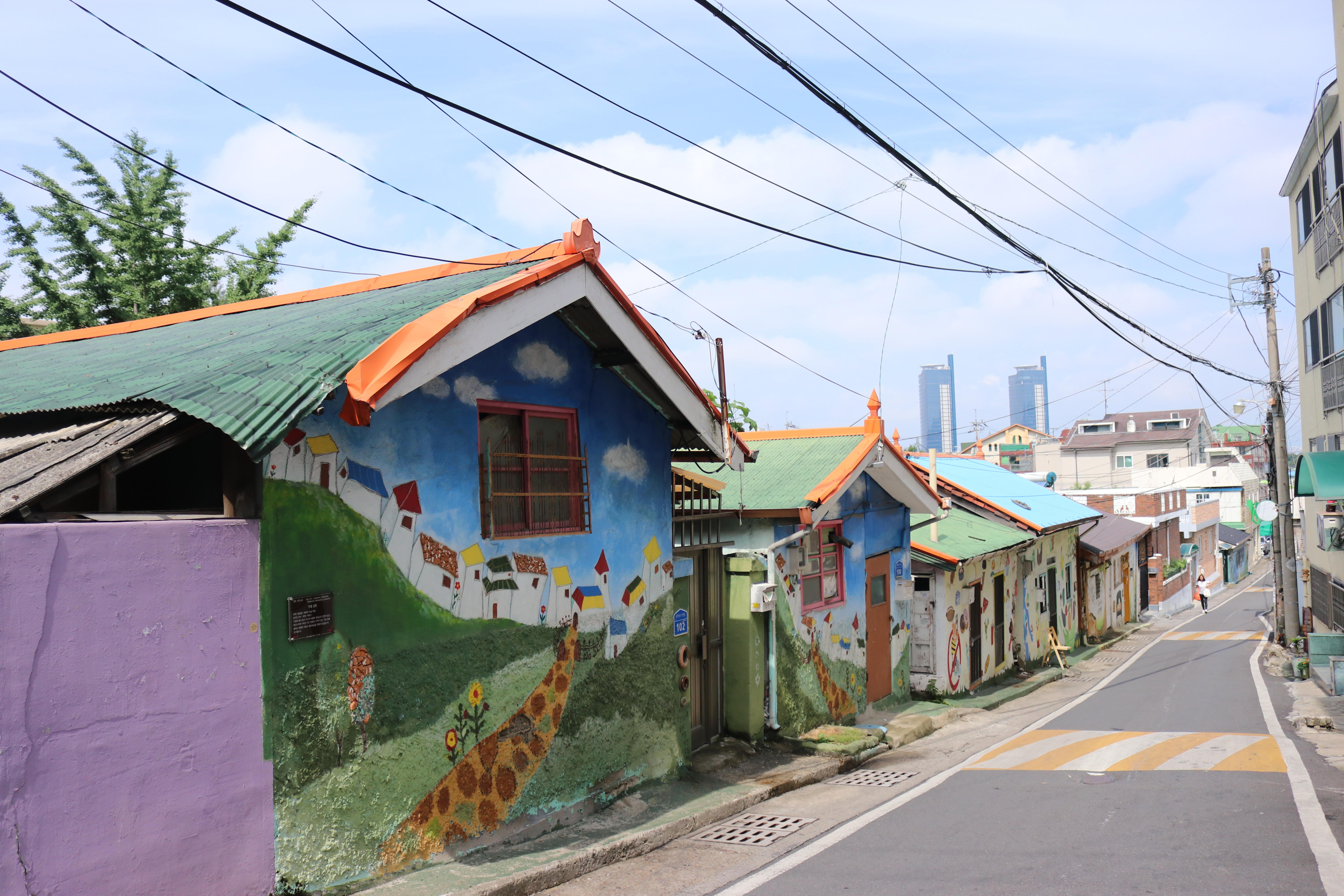
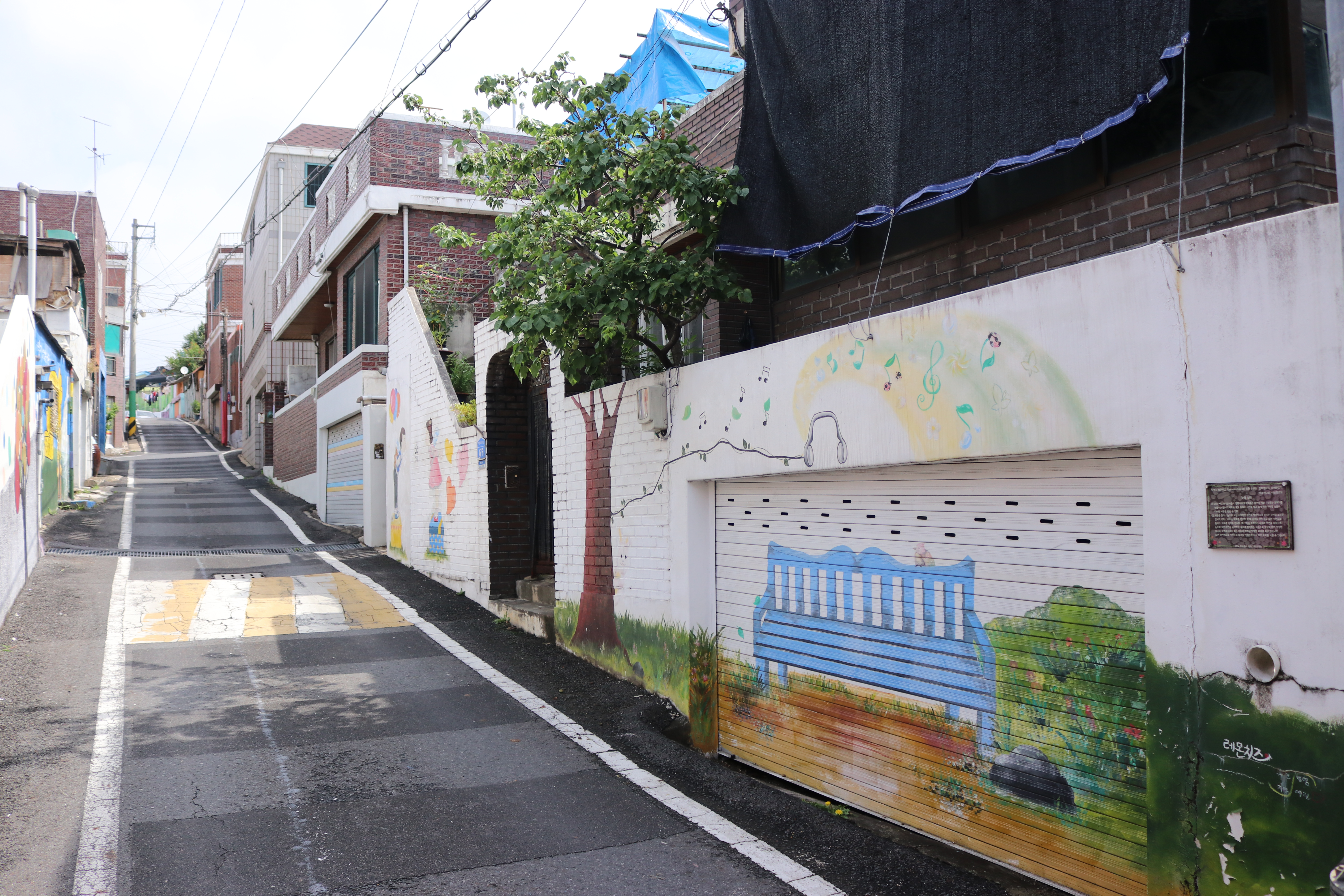
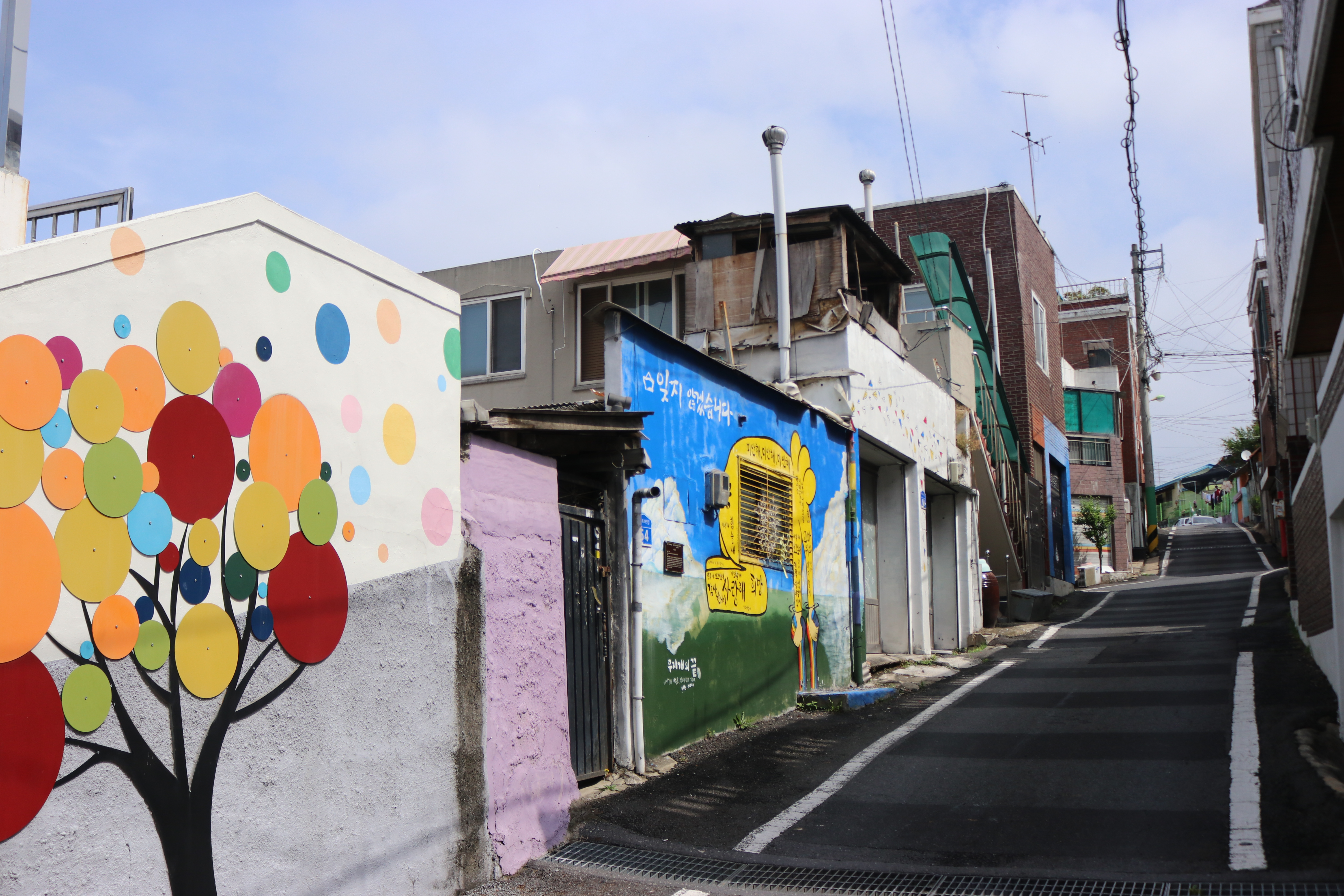
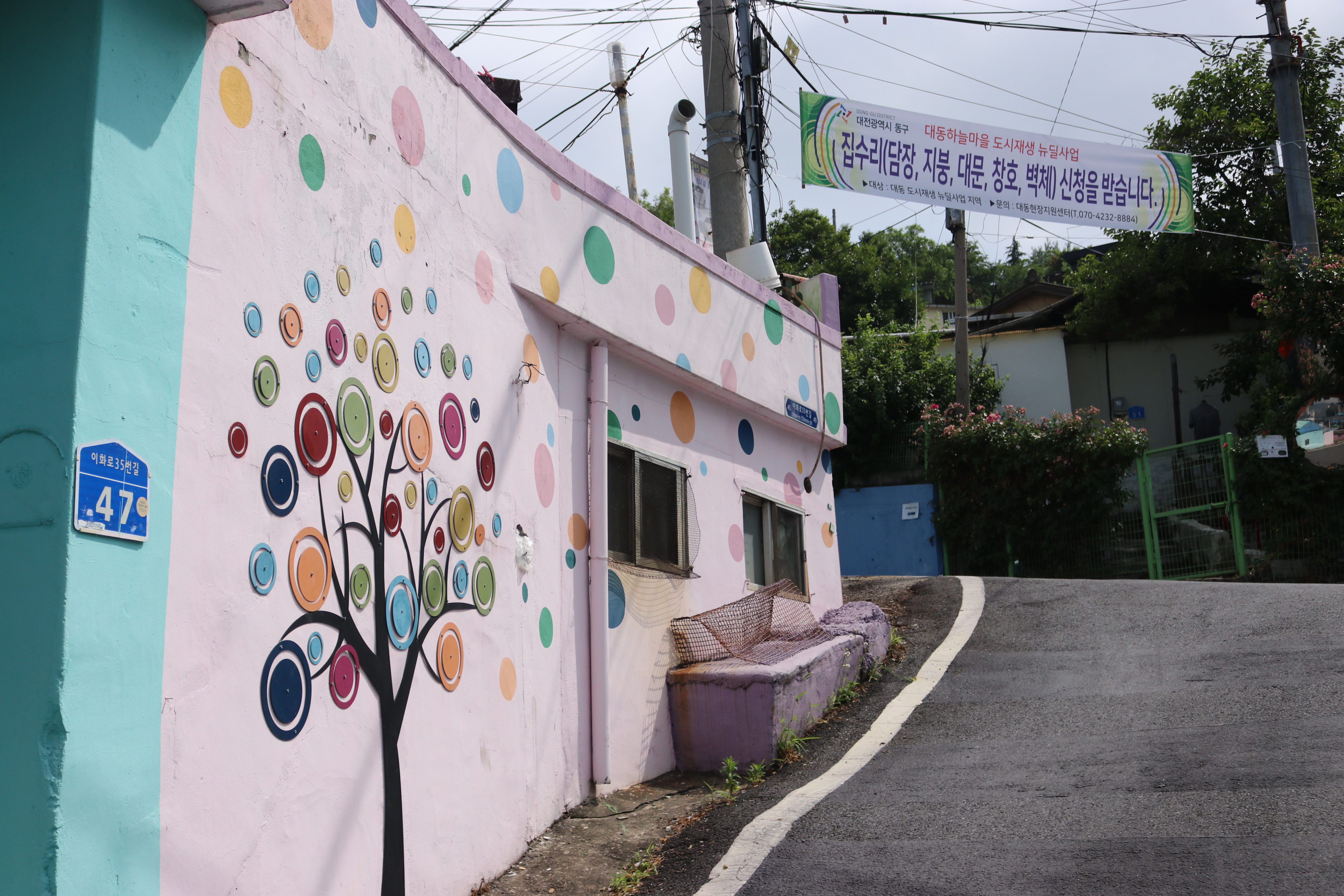
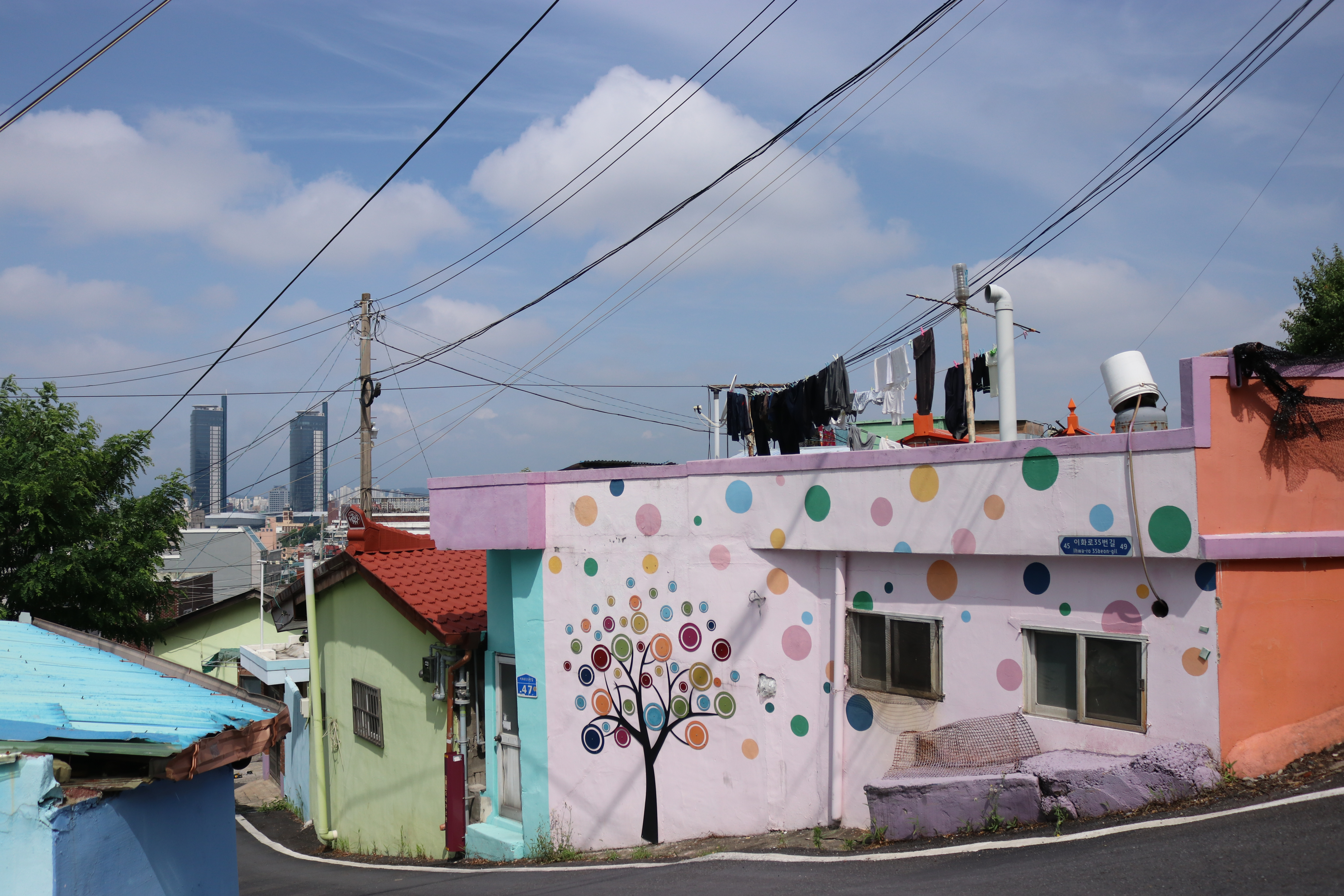
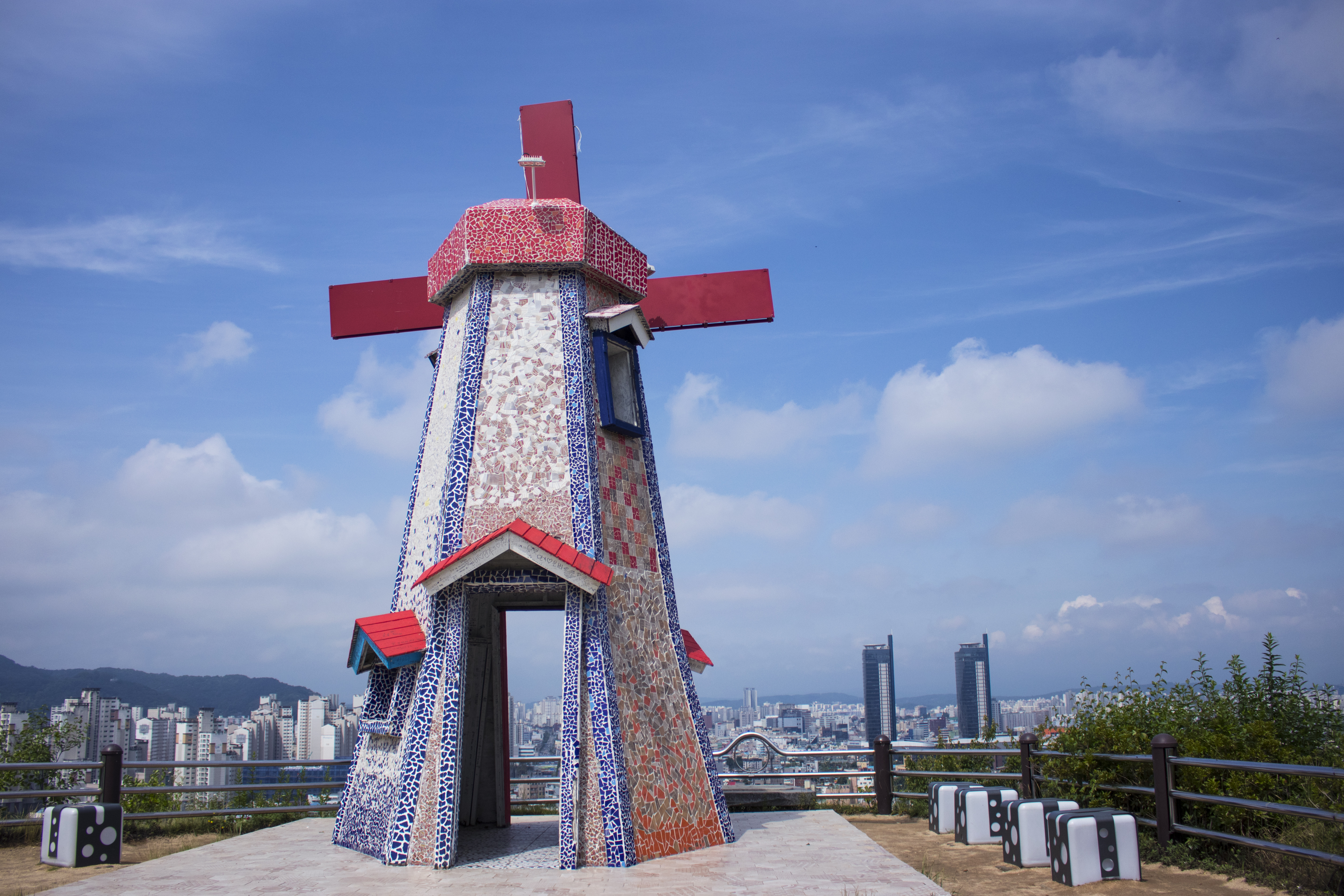